# Gare d'Arzier
La gare d'Arzier est une gare ferroviaire du Chemin de fer Nyon-Saint-Cergue-Morez. Elle se situe sur le territoire de la commune de Arzier-Le Muids, dans le canton de Vaud, en Suisse.

## Situation ferroviaire
Établie à 834 mètres d'altitude la gare d'Arzier se situe au point kilométrique 13.68 sur la ligne de Chemin de fer Nyon-Saint-Cergue-Morez entre les arrêts de Bassins et La Chèvrerie-Monteret.

## Histoire

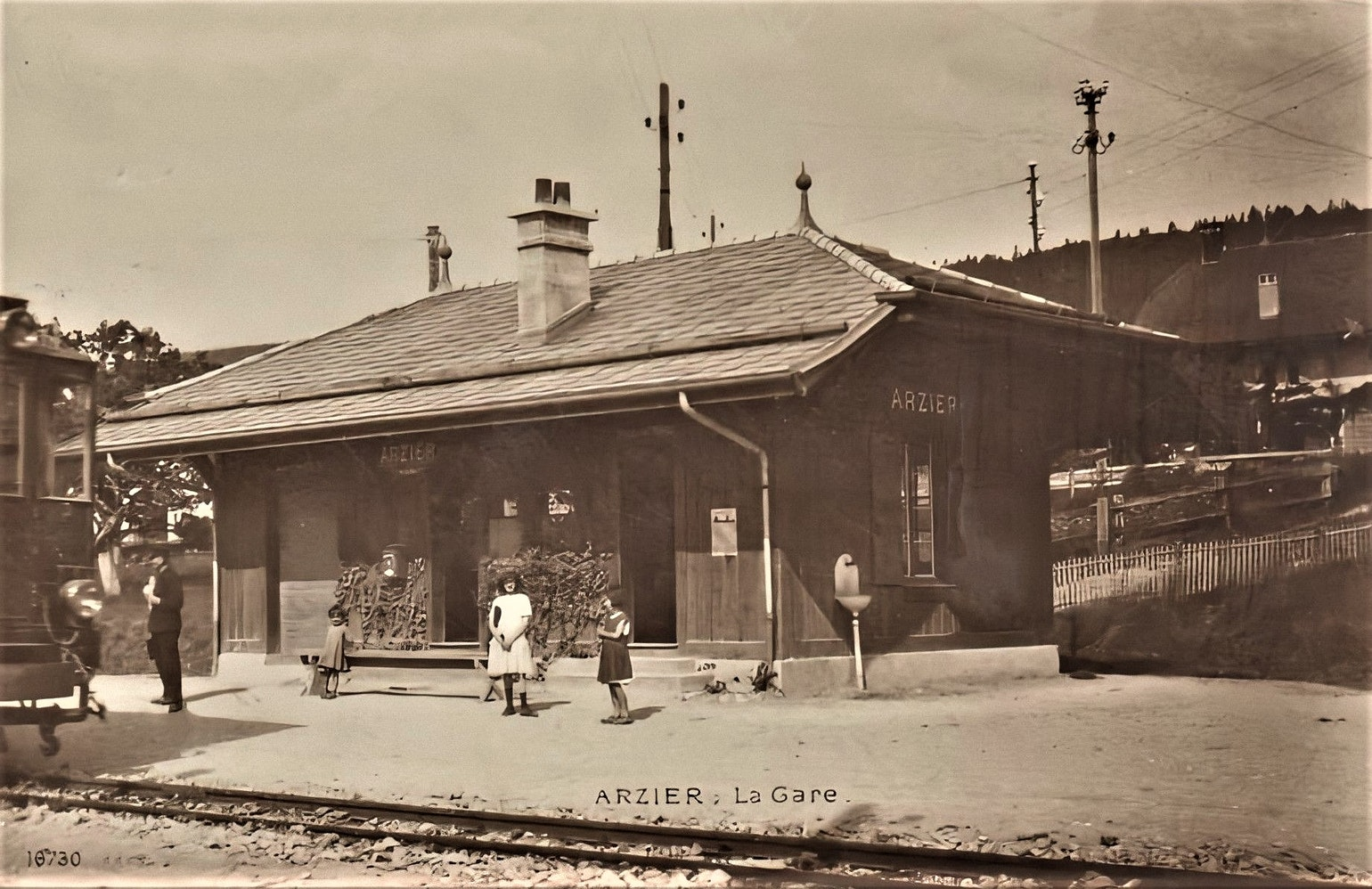
L'ancienne gare en bois d'Arzier

L’ancienne gare d'Arzier construite en bois entre 1915 et 1916, possède une salle d’attente pour les voyageurs, un guichet du receveur et un bureau. Dans la nuit du 29 au 30 septembre 1985,, la gare est incendiée peu après celle du Muids. Les dégâts sont très importants et la compagnie décide de reconstruire une nouvelle gare, avec une modification du plan des voies et une structure technique entièrement rénovée. La longueur de la voie de croisement est portée de 60 à 100 mètres. Une rénovation des quais est également réalisée.
La nouvelle gare est construite en béton avec une salle d'attente. Un parking est aménagé devant la gare. Dès 2002, afin d'endiguer le phénomène de vandalisme, la compagnie de chemin de fer a mis en place des caméras de surveillance. D'autres caméras sont également placées sur toute la ligne

## Trafic des voyageurs

### Accueil
Cette gare n'offre pas d'infrastructures particulières. Une petite salle d'attente dans laquelle se trouve un banc abrité contre la pluie ainsi qu'un distributeur de billets sont présents ainsi qu'un interphone d'urgence et un oblitérateur pour les cartes multicourses comme pour toutes les autres haltes. Elle dispose également d'un distributeur automatique de titres de transport. Les achats de titres de transport peuvent être faits par application mobile.
Tous les arrêts de la ligne du NStCM sont à la demande, à la montée comme à la descente.

## Desserte
Les trains de la ligne NStCM desservent 18 arrêts, entre Nyon et La Cure. La ligne est incluse dans la tarification Mobilis Vaud au titre des zones 20, 91, 92, 93, 94, 95.